# Uso di Mare

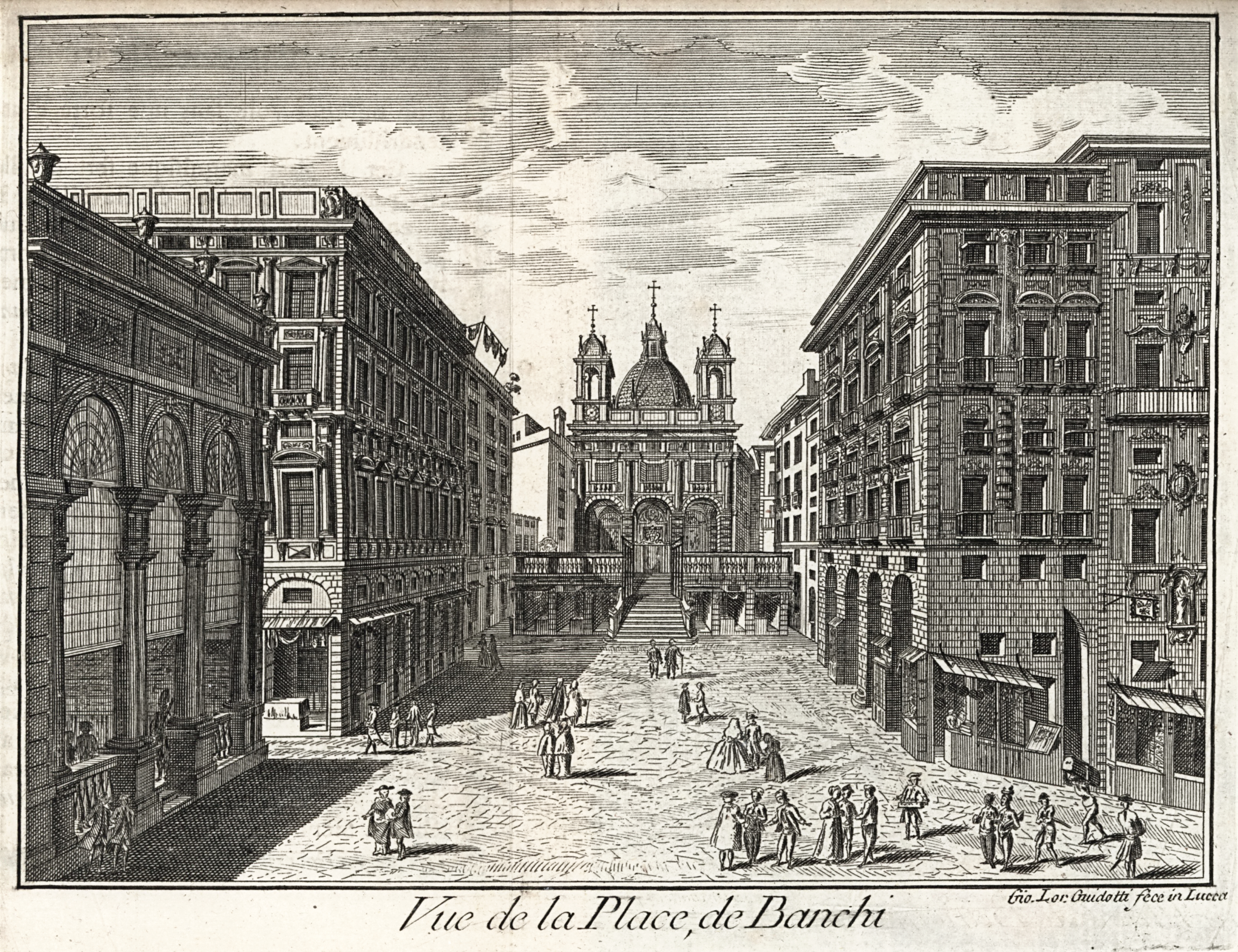
Piazza Banchi e Loggia di Banchi (e Mercanzia), antico quartiere della famiglia Usodimare.

Gli Uso di Mare o Usodimare erano una delle più antiche e cospicue famiglie nobili della Repubblica di Genova, fondata da Oberto Usodimare, dei visconti di Carmandino. Formarono l'albergo di San Lorenzo, poi chiamato degli Usodimare, il più antico degli 28 alberghi nobiliari presenti alla riforma aristocratica del 1528, insediato all'attuale Piazza Banchi.

## Storia
Alcuni autori, a partire da Odoardo Ganduccio, li hanno ritenuti d'origine greche, in particolare da Atene. Altri li fanno risalire da un "Baldissone Usodimare" attivo nell'anno 800, tradizione conosciuta e scartata dal erudito senatore Federico Federici il quale attesta la discendenza solo a partire da Oberto, documentato dal 1108. Tomaso Belgrano identificò questo Oberto col figlio del visconte Bonifacio Ususmaris o Usodimare, fratello del visconte Ogerio (capostipite dei De' Mari), entrambi figli del visconte Otto di Carmandino (console di Genova nel 1122). 
Dal Federici abbiamo il rapporto più affidabile a partire da Oberto, recettore dei privilegi ottenuti dal conte di Tripoli, Bertrando II di Tolosa, per i genovesi in Oltremare, tra cui la giurisdizione ecclesiastica di Tripoli e Gibelletto al vescovo genovese nel 1109. Oberto fu anche console di Genova tre volte tra il 1131 e il 1138. Secondo Paola Guglielmotti, questo Oberto, o un figlio omonimo, è uno dei genovesi che giurarono l’alleanza con il conte Raimondo Berengario IV di Barcellona nel 1146.

## Antoniotto Usodimare

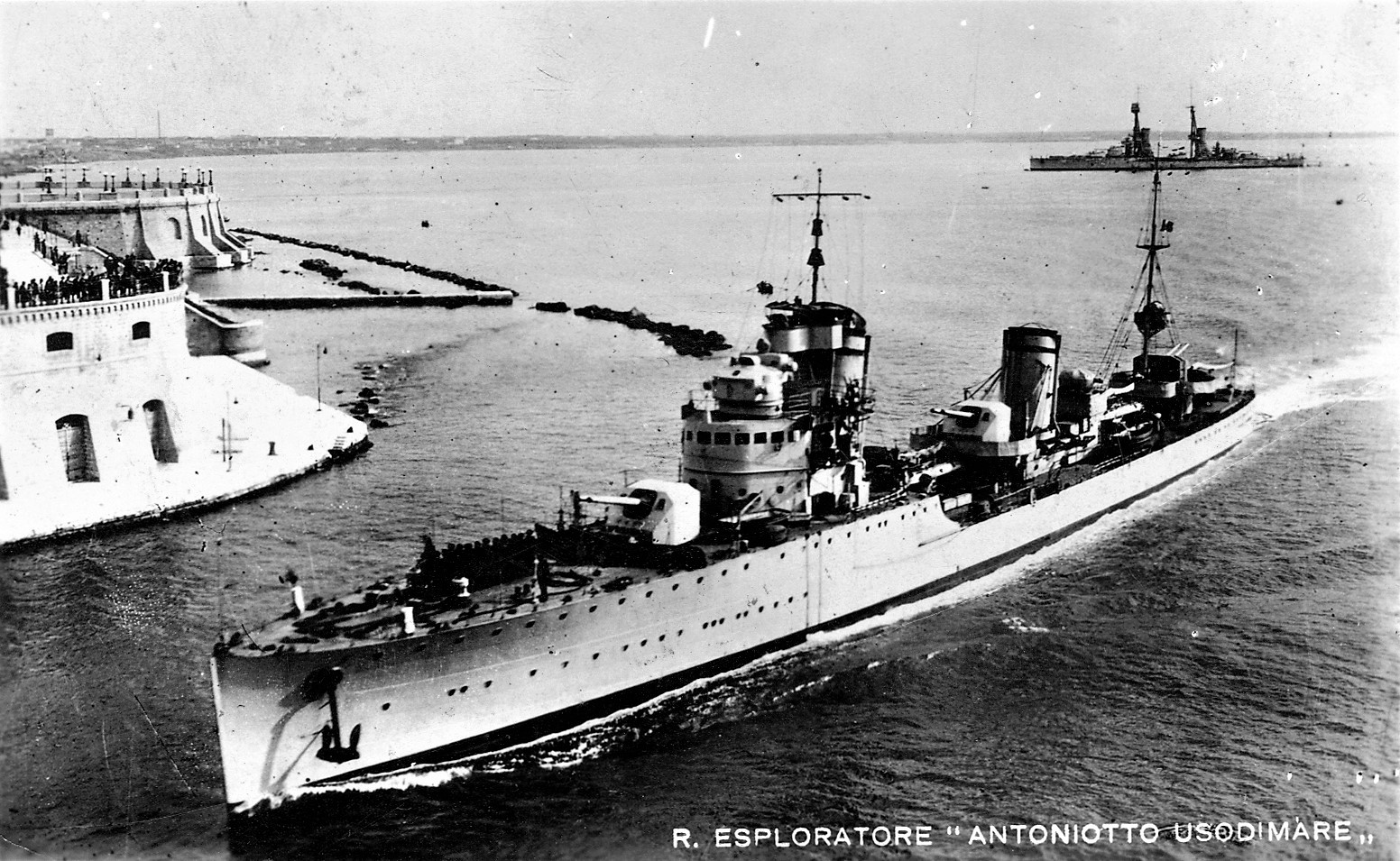
Il cacciatorpediniere Antoniotto Usodimare (1927)

Tra i membri più noti, Antoniotto Usodimare fu un mercante e navigatore e nel 1456 fece parte della spedizione di Alvise Ca' da Mosto per esplorare il fiume Gambia.

## Peretta Usodimare, marchesa del Finale e principessa di Melfi
Gherardo Usodimare, patrizio genovese attivo a Roma, dove era tesoriere generale della Santa Romana Chiesa, sposò Teodorina Cybo, figlia illegittima riconosciuta di Innocenzo VIII. Dal loro matrimonio nacquero Battistina Usodimare, moglie di Luigi d'Aragona; Peretta Usodimare (1478, Roma); e Aranino Cybo-Usodimare, unico che ottenne dal nonno il cognome Cybo (padre del famoso botanico Gherardo Cybo-Usodimare). La mattina del 28 gennaio 1499 Gherardo Usodimare viene ritrovato morto nel proprio letto a seguito di un colpo apoplettico; fu una morte inaspettata, se soltanto la sera prima il genovese "aveva cenato, sano e contento, con il cardinale di Benevento".
Nel 1488 Peretta, ancora bambina, sposò Alfonso I del Carreto, marchese sovrano del Finale, divenendo madre a partire dal 1502 di Giovanni II del Carretto, marchese del Finale, da Benedetta del Carretto (moglie di Francesco Spinola) e da Marcantonio del Carretto. Già vedova, nel 1527 risposò l'ammiraglio Andrea Doria di 66 anni (per lui le prime nozze), dal quale non ebbe figli, motivo per cui il principe adottò Marcantonio suo figliastro, che gli succede come 2º principe di Melfi. Peretta Usodimare muore il 3 dicembre 1550 a Genova.

## L'albergo degli Uso di Mare
Già esistente all'inizio del XV secolo, l'albergo fu riformato alla fondazione della Repubblica nel 1528. quando erano già presenti le famiglie Borlasca, Castiglione, Chieccheri, De Mari, Delfini, Draperi, Fabra, Finamore, Isola, Granelli, Macoli, Maggiolo, Maragliano, Monsia, Oliva, Pichenotti, Rovereto, San Salvatore e Zurli. Tutti questi utilizzarono il cognome Usodimare insieme al proprio, eccezione trovata nel caso dei Zurli e Finamore, che furono chiamati solo Usodimare. Tra 1528 e 1561 furono anche ascritti i Ferrari e i Giudice.
- Bel Mosto: provenienti da Levanto, nel 1528 furono ascritti alla famiglia.[13]
- Borlasca: provenienti da Arquata Scrivia, nel 1423 furono ascritti alla famiglia.[14][15]
- Castiglione: provenienti da Castiglione Chiavarese, nel 1528 furono ascritti ai Vivaldi, Doria, Uso di Mare ed Interiano.[13]
- Chiecchieri: provenienti da Chiavari, furono ascritti nel 1423 alla famiglia.[14]
- De Mari: dei visconti di Carmandino, dall'inizio furono ascritti alla famiglia..[3][13]
- Delfini: provenienti da Varazze e Arenzano, nel 1407 furono ascritti alla famiglia.[14][15]
- Draperi: provenienti di Savona, nel 1528 furono ascritti alla famiglia.[15]
- Fabra: provenienti dalla Val Bisagno, nel 1528 furono ascritti alla famiglia.[13]
- Ferrari: provenienti di Arenzano, nel 1561 furono ascritti alla famiglia.[3]
- Finamore: genovesi dal XIII secolo, nel 1480 furono ascritti alla famiglia.[13]
- Giudice: dei visconti di Carmandino, nel 1561 furono ascritti ai Calvi, Vivaldi e agli Usodimare.[3]
- Granelli: provenienti da Piacenza, nel 1528 furono ascritti alla famiglia.[13]
- Isola: dei visconti di Carmandino, dall'inizio furono ascritti alla famiglia.[13]
- Maggiolo: provenienti da Rapallo, nel 1528 furono ascritti alla famiglia.[13]
- Maragliano: provenienti da Bargagli, nel 1528 furono ascritti alla famiglia.[13]
- Monsia: provenienti dalla Lombardia, nel 1528 vennero ascritti agli alberghi Promontorio, Usodimare e Cybo.[13]
- Oliva: discendenti degli Usodimare, nel 1528 furono ascritti ai Grimaldi e agli Usodimare.[13]
- Pichenotti: provenienti da Rapallo. Nel 1528 furono ascritti ai Salvago e agli Usodimare.[13]
- Rovereto: provenienti dalla rivera. Nel 1528 furono ascritti agli Imperiale e agli Usodimare.[13]
- San Salvatore: dei conti di Lavagna, furono nel 1528 ascritti agli Usodimare e ai Fieschi.[13]
- Zurli: provenienti dalla riviera ligure. Nel 1528 furono ascritti alla famiglia.[13]

## Arma
Lo stemma della famiglia era "d'argento, a tre fasce ondate di rosso".

## Personalità
- Bonifacio, visconte di Carmandino
- Oberto, console di Genova (1131)
- Baldissone, console di Genova (1154), ambasciatore presso l'imperatore Federico I Babarossa (1162)
- Bonvasallo, capitano di galee (1165)
- Rubaldo, console di Genova (1174)
- Guglielmo, console di Genova (1181)
- Oberto, console di Genova (1192)
- Guglielmo, console di Genova (1199), podestà di Sestri (1209), ambasciatore presso il papa Gregorio IX (1239)
- Bonvasallo, ambasciatore presso l'imperatore Giovanni III Vatatze (1238)
- Lanfranco, ammiraglio della flotta genovese contro Savona (1320)
- Dorino, anziano di Genova (1375)
- Pietro, signore di Casaleggio (1383)
- Giovanni, anziano di Genova (1397)
- Paolo, anziano di Genova (1405)
- Marino, anziano di Genova (1408)
- Lorenzo, anziano di Genova (1418)
- Franchino, anziano di Genova (1422), ambasciatore presso il duca d'Orleans, il marchese di Monferrato (1445), il duca di Savoia (1448) e il duca Francesco Sforza di Milano (1450)
- Prospero, ambasciatore presso il re di Castiglia (1423)
- Emmanuelle, anziano di Genova (1424)
- Meliaduce, anziano di Genova (1434), governatore di Corsica
- Baldassarre, capitano nell'armata di Benedetto Doria (1442)
- Anfrano, anziano di Genova (1444)
- Antonio, anziano di Genova (1444), navigatore, esploratore delle isole di Capo Verde insieme ad Alvise da Mosto
- Francesco, anziano di Genova (1455)
- Benedetto, anziano di Genova (1428)
- G. Battista, vescovo di Mariana (1500), protonotario apostolico (1527)
- Antonio, anziano di Genova (1508)
- Anfrano, anziano di Genova (1485), ambasciatore presso il duca di Milano, il signore di Lucca (1494), il re di Francia (1507), il papa (1513) e di novo al re di Francia (1515)
- Gherardo, tesoriere generale della chiesa romana sotto il papa Innocenzo VIII
- Battistina, moglie di Luigi d'Aragona
- Pieretta, moglie di Alfonso I del Carretto, marchese del Finale, e di Andrea Doria, principe di Melfi
- G. Battista, anziano di Genova (1515)
- Agostino, anziano di Genova (1526)